# Marissa Neitling
Marissa Lee Neitling (8 mei 1984, Lake Oswego) is een Amerikaanse actrice.
Neitling is vooral bekend van haar rol in de televisieserie The Last Ship (2014-2018). 

## Biografie
Neitling doorliep de high school aan de Lake Oswego High School in Lake Oswego. Zij studeerde af in wiskunde en theaterwetenschap aan de Universiteit van Oregon in Eugene (Oregon). Hierna haalde zij haar master of fine arts aan de Yale-universiteit in New Haven (Connecticut). 
Neitling begon in 2011 met acteren met de rol van Christina Valada / Lacey Beaumont in de televisieserie Leverage in 1 aflevering. Hierna speelde zij nog meerdere rollen in televisieseries en films. 

## Filmografie

### Films
- 2021 The Last Words - als Leah
- 2015 San Andreas - als Phoebe

### Televisieseries
Uitgezonderd eenmalige gastrollen.
- 2018-2019 Madam Secretary - als Annelies De Runnow - 2 afl.
- 2014-2018 The Last Ship - als luitenant Kara Foster - 56 afl.

- Library of Congress Control Number: no2019140754
- Virtual International Authority File: 232156991004461180008
- WorldCat: E39PBJjt8t88MMck3myjXGkkXd